# 9022 Drake
9022 Drake è un asteroide della fascia principale. Scoperto nel 1988, presenta un'orbita caratterizzata da un semiasse maggiore pari a 3,1462185 UA e da un'eccentricità di 0,2201109, inclinata di 19,06201° rispetto all'eclittica.